# Semana Grande de Bilbao
La Semana Grande de Bilbao, también conocida por su nombre en euskera Aste Nagusia, es la principal fiesta de Bilbao, que se celebra anualmente durante nueve días a partir del sábado siguiente al 15 de agosto, festividad de la Asunción de Nuestra Señora.
Su origen se remonta a finales del siglo XIX. Hasta la década de 1970, la mayoría de actividades consistían en espectáculos de pago como ópera y tauromaquia, así como actos religiosos de gran solemnidad. Especialmente a partir del final de la dictadura de Francisco Franco, a las actividades anteriores se añadieron exhibiciones de deporte rural vasco, danzas vascas, versolarismo y txistularis. A partir de 1978 se implantó el modelo festivo que se mantiene en la actualidad, basado en la participación popular, con las konpartsas como referentes.

## Historia

### Origen
Los orígenes de la Semana Grande se sitúan en el siglo XIX. Bilbao, que entonces vivía un intenso proceso de industrialización y crecimiento, fue configurando unas fiestas patronales ligadas a la festividad de la Virgen de Begoña. En este contexto, la inauguración de la plaza de toros de Vista Alegre en 1882 consolidó definitivamente el mes de agosto como el centro del calendario festivo bilbaíno. Desde finales del XIX, la ciudad celebraba entonces un variado conjunto de actos que incluía música en el Arenal, ferias y atracciones, espectáculos populares, regatas en la ría, actividades religiosas y también festejos taurinos que atraían público de toda la región. El término “Semana Grande” comenzó a utilizarse para designar este amplio programa veraniego, que combinaba tradición y modernidad.
Durante las primeras décadas del siglo XX, la Semana Grande se consolidó como una cita imprescindible en la vida bilbaína. Las calles se llenaban de público con motivo de conciertos, verbenas y atracciones, mientras que la ría acogía competiciones deportivas y exhibiciones náuticas. Era una fiesta que reflejaba tanto la vitalidad de la ciudad industrial como su capacidad para reunir a gentes diversas en torno a la cultura, la música y el ocio. En aquellos años, el calendario festivo bilbaíno fue ganando prestigio y atrayendo visitantes de otras localidades.
Tras la Guerra Civil y durante el franquismo, la Semana Grande mantuvo su importancia en la vida de la ciudad, aunque con un carácter más institucional y oficial. El programa seguía ofreciendo verbenas, conciertos, espectáculos, actividades religiosas y una gran afluencia de público en las calles, pero con menor margen para la innovación o la participación espontánea. Aun así, se fue consolidando la idea de que Bilbao, llegada la segunda quincena de agosto, debía volcarse en su fiesta mayor.
En 1973, bajo la organización y patrocinio de El Corte Inglés, tuvo lugar la Semana del Deporte Rural Vasco, que ofreció exhibiciones gratuitas de herri kirolak con los mejores deportistas del momento. La gran acogida popular que tuvo hizo que Quico Mochales, entonces relaciones públicas de los grandes almacenes, propusiese a la alcaldesa franquista Pilar Careaga una apertura de las fiestas de agosto, con el objetivo de acercarlas a los ciudadanos. 
Sin embargo, la idea de Mochales fue rechazada por la alcaldesa, y es ya en 1977 cuando Zorion Eguileor, periodista y locutor de radio, lanzó desde su programa la idea de realizar una kalejira o pasacalles, para iniciar así unas futuras fiestas más populares y participativas. El éxito de la convocatoria superó al propio Eguileor y ese día se dieron cita en la calle unas 5000 personas, hombres y mujeres de todas las edades, dantzaris y txistularis.
Aprovechando este éxito, se presentó de nuevo la propuesta de Mochales al alcalde en funciones, José Luis Berasategui. La propuesta se basaba en un concurso de ideas, titulado Hagamos populares las Fiestas de Bilbao, y finalmente fue aceptada, convocándose por el Ayuntamiento de Bilbao y bajo el patrocinio de El Corte Inglés.

En este mismo año, con una gestora municipal en el Ayuntamiento y con un alcalde en funciones, José Luis Berasategui, que no se presentaría a las elecciones, se volvió a presentar la propuesta, y esta vez sí fue aceptada. El concurso de ideas “Hagamos populares las Fiestas de Bilbao” fue finalmente convocado por el Ayuntamiento de Bilbao y patrocinado por El Corte Inglés. El prólogo fue el siguiente:
Las Fiestas de Bilbao. Durante años y tradicionalmente se ha asegurado que carecen de la autenticidad de una participación popular. Que las Fiestas de Bilbao, en definitiva, no son populares. No trascienden al gran público de Bilbao porque el pueblo no participa en ellas. Repetidamente se ha tratado el tema en nuestros medios de comunicación social, en el sentido de que las fiestas en su espíritu y argumento más popular, deben representar el tipismo y la personalidad de un pueblo.
Por ello, El Corte Inglés con la colaboración del Ayuntamiento de la Villa y la participación de los medios informativos, convoca el presente Concurso de Ideas bajo el lema “Hagamos populares las Fiestas de Bilbao”.
Somos los propios bilbaínos quienes debemos aportar, sugerir, las ideas realizables de unos festejos eminentemente populares, que satisfagan a las gentes de nuestros barrios, a la comunidad toda de los vecinos de Bilbao y que respondan a la expresión más sincera de conseguir, entre todos, “hacer un Bilbao mejor”.
Ahora tenemos la oportunidad de hacer algo positivo, de construir los comienzos de unas verdaderas fiestas del pueblo, pensadas por el pueblo y realizadas por y para el pueblo con la participación de todos los bilbaínos.
¡Esta es la ocasión!
Argumentario del concurso de ideas de 1978. 
Las bases del concurso fueron redactadas y aprobadas por la Comisión Municipal Permanente, y se admitieron propuestas entre el 1 de abril y el 31 de mayo de 1978. El premio era de 100 000 pesetas, que serían pagadas por los grandes almacenes, y el objetivo era buscar una amplia participación ciudadana con la presentación de ideas realizables. A pesar de las críticas hacia la campaña, que llegó a ser tachada de marketing comercial, siguió adelante y tuvo bastante éxito.
El jurado encargado de valorar las ideas, a propuesta de Mochales, estaba formado a partes iguales por miembros del Ayuntamiento y de las asociaciones vecinales que se encontraban en auge: 
| Jaime Cebrián                 | Teniente de Alcalde del Ayuntamiento de Bilbao y Presidente de la Comisión de Gobernación | Presidente |
| Daniel Fernández Cela         | Concejal en representación de la Comisión de Cultura                                      | Vocal      |
| José María Haro               | Secretario de la Delegación del Ministerio de Información y Turismo                       | Vocal      |
| Ángel Delclaux                | Presidente del Centro de Iniciativas Turísticas                                           | Vocal      |
| Antonio Aguilar               | Vicepresidente de la Asociación de Marketing y Publicidad de Bizkaia                      | Vocal      |
| Carmen Fernández de la Cuadra | Asociación de Vecinos del Casco Viejo                                                     | Vocal      |
| María Jesús Lanciano          | Asociación de Vecinos de Irala                                                            | Vocal      |
| Margari Abajo                 | Asociación de Vecinos de Iturralde                                                        | Vocal      |
| Carmen Moreno                 | Asociación de Vecinos de Zabala                                                           | Vocal      |

Se registraron un total de 37 proyectos y el 9 de junio de 1978 el jurado seleccionó dos de ellos, siendo necesario el voto de calidad del Presidente para resolver el empate. El reparto del premio quedó de la siguiente forma:
- Txomin Barullo. El proyecto presentado por la Comisión de Cultura y Arte de la Organización en Bizkaia del EMK se llevó el 75 % del premio.
- Tximbo Zarra. El proyecto presentado por Luis Cardas se llevó el 25 % restante.

### Primera Aste Nagusia

#### La Primera Comisión de Fiestas

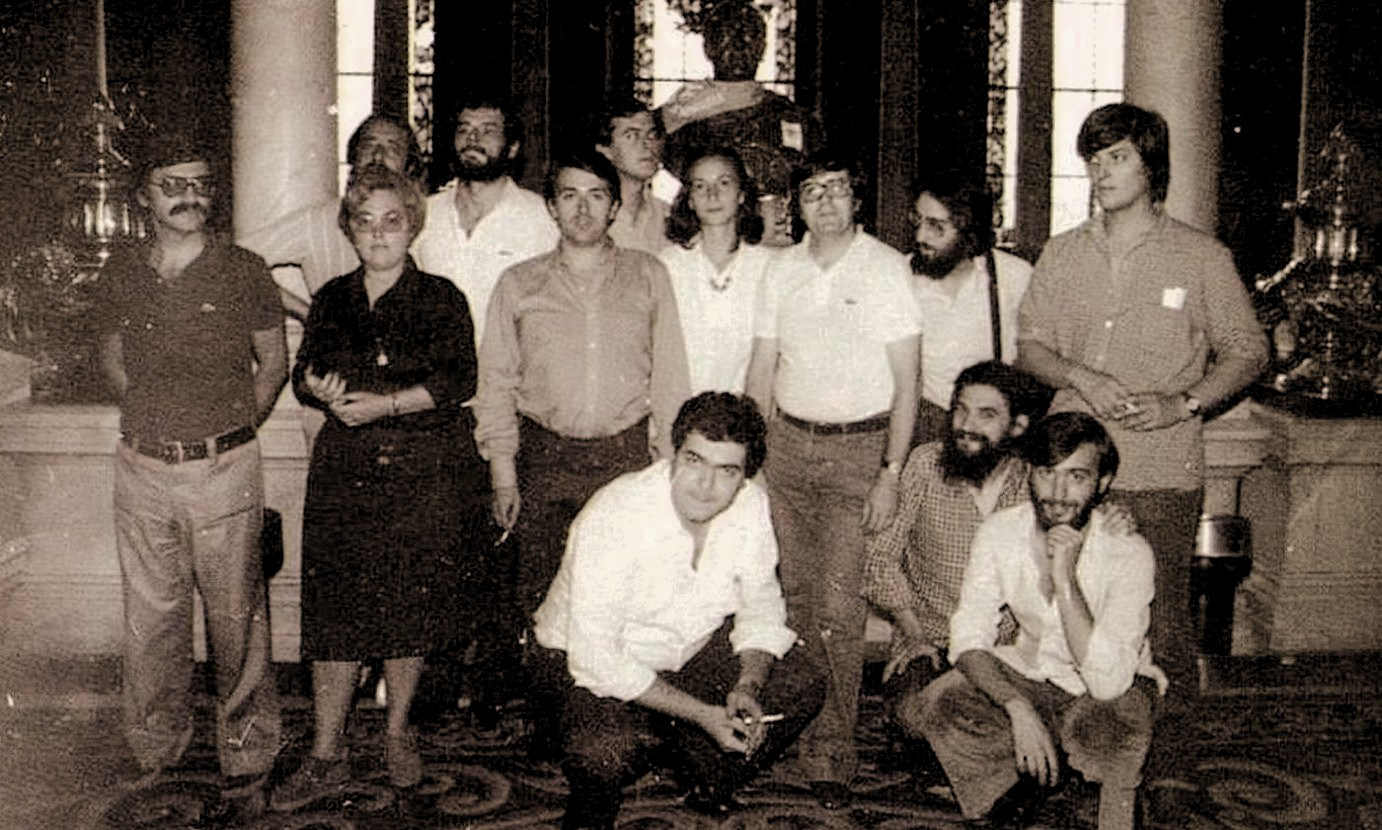
Comisión de fiestas de 1978

Aunque el proyecto era consultivo y no vinculante, desde el movimiento popular se buscó y consiguió presionar al Ayuntamiento para que el proyecto presentado por el EMK se llevase a cabo. En consecuencia, y ante la necesidad de formar un primera Comisión de Fiestas abierta y popular, se convocó a una asamblea en los locales de la Biblioteca de Bidebarrieta el 28 de junio a todos los organismos culturales, deportivos, partidos políticos y sindicatos, logrando así una numerosa asistencia. Esa misma noche se conformó la Comisión de Fiestas que se constituiría el 2 de julio, y estaba formada por 17 miembros:
- Ángel Cámara
- María Jesús Lanciano
- Santiago Burutxaga
- Álvaro Gurrea
- Karmelo Landa
- Josepe Zuazo
- Itziar Villa
- Natxo de Felipe
- Antonio Caro
- Felipe Fernández
- José Manuel Martínez
- Marino Montero
- Eduardo Aretxalde
- Iñaki Bengoetxea
- Manu Fernández
- Josetxu Martínez
- Marga Vázquez

En la comisión resultante no había ningún concejal e incluso el alcalde en funciones permaneció ausente por vacaciones durante la celebración de las fiestas, dejando así toda la responsabilidad en manos de la propia comisión, surgida íntegramente del asociacionismo vecinal. Karmelo Landa, del colectivo cultural Txomin Barullo, fue designado portavoz de la comisión, que se reunía en una sala anexa al salón árabe del Ayuntamiento de Bilbao y gestionaba un presupuesto de 8.438.000 pesetas.

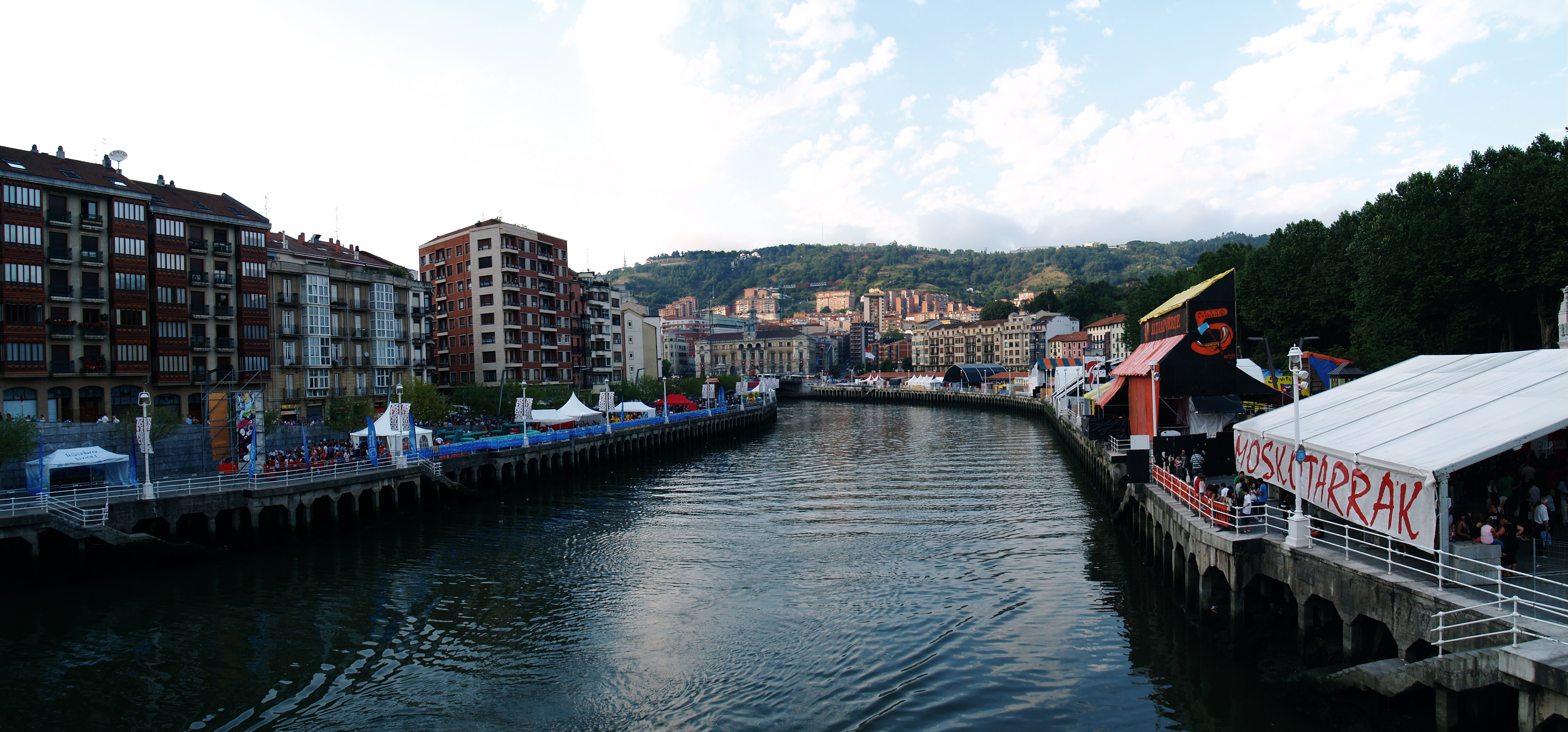
Zona del Arenal

Se decide centralizar los actos en un único espacio geográfico que sería el recinto festivo, donde la mayoría de las actividades serían grautitas. Para este propósito se escogió la zona del Arenal y del Casco Viejo, donde a día de hoy se siguen organizando la mayoría de las actividades de las comparsas.

#### Creación de laskonpartsas
Con el propósito de buscar un elemento dinamizador, se hizo un llamamiento a la población para crear comisiones por barrios. Las cuadrillas de amigos, asociaciones, sectores sociales, etc. se van organizando así en lo que pasarían a ser las comparsas o konpartsas. A estas comparsas se les pedían unos mínimos, como podían ser el hecho de contar con una fanfarria y un mínimo de cincuenta personas que compartieran trajes de una misma clase. Cada una de las comparsas levantaría su txosna o caseta en el recinto festivo, un espacio con barra abierta a la calle donde se servirían bebidas, comidas y donde se contaría con música. Aunque a principios de agosto no se esperaba que hubiese más de ocho comparsas, se llegaron a formar hasta 24, conformando así un tejido social de más de 1.600 personas.

#### Recuperación de los gigantes, cabezudos y Gargantúa
Dentro de la dinámica emprendida para recuperar señas de identidad vascas, la Comisión de Fiestas se propuso recuperar los gigantes, cuya tradición en las fiestas se remontaba al siglo XVI, y a Gargantúa. De la última generación de ocho gigantes realizada en 1962 no quedaba ninguno, mientras que el Gargantúa estaba destrozado en un local del Ayuntamiento y sólo se podía contar con 6 cabezudos desconchados y sin ropaje. Finalmente, el Ayuntamiento de Vitoria cedió tres parejas de gigantes y su Gargantúa de 1922 para las fiestas bilbaínas.

#### Creación de Marijaia
Apenas una semana antes del inicio de las fiestas, la Comisión encarga a la artista Mari Puri Herrero la realización de un muñeco que habría de servir como seña de identidad tomando como base la dama de Anboto. Así nacía Marijaia, una mujer de cuatro metros de altura, con los brazos alzados en actitud festiva y maternal, vestido llamativo y sonrisa eterna, que aparecería por sorpresa en el primer acto.

#### La celebración
En la tarde del 19 de agosto de 1978, en Begoña, la txupinera María Jesús Aguirregoitia de la konpartsa Uribarri disparaba el txupin, dando así comienzo a la primera Aste Nagusia bajo el modelo festivo que se mantiene en la actualidad. El pueblo bilbaíno se volcó en sus primeras fiestas populares y participativas, que desbordó incluso las expectativas de la propia organización. Las fiestas finalizaron con la quema de Marijaia en la ría y se obtuvo un superávit de 360.000 pesetas que, a propuesta de la Comisión, se invertirían en la recuperación de los gigantes y de Gargantúa.

### Evolución de la Aste Nagusia
En 1979 se pudo contar con el Gargantúa reconstruido, gracias a Cómicos de la Legua, con un coste final de 400.000 pesetas que asumió la Caja de Ahorros Vizcaína. Los gigantes, sin embargo, siguieron siendo los de Vitoria, y no se recuperarían hasta los carnavales del año siguiente.
En 1980, el Ayuntamiento, con el alcalde Jon Castañares (PNV) a la cabeza, apartó a los colectivos ciudadanos de la organización de las fiestas, derivando el conflicto en dos comisiones distintas: por un lado, la Comisión de Fiestas Municipal, formada por los concejales del PNV; y por otro lado, la Comisión de Fiestas Popular, formada por la Coordinadora de Comparsas y otros colectivos ciudadanos. Debido a este conflicto, en 1980 se celebraron las llamadas Bilboko Jaiak (en castellano, Fiestas de Bilbao), donde no hubo Marijaia, pañuelos, txupinera, konpartsas ni participación popular.
En consecuencia, en 1981 se crea la Comisión Mixta Paritaria de Fiestas, donde están representados todos los concejales de todas las formaciones políticas y, de forma paritaria, representantes de la Coordinadora de Comparsas. Este sistema, con el voto de favor para el presidente, es el que se mantiene en la actualidad, aunque en los últimos años se le ha sumado un representante de la Asociación de Comerciantes del Casco Viejo y otro de la Asociación de Minusválidos. 
En 1981 tuvo lugar el I Certamen Pirotécnico de la Villa de Bilbao y, por petición de la Coordinadora de Comparsas, los fuegos comenzaron a lanzarse todas las noches de las fiestas.
El 2 de julio de 2009 se eligió a la Aste Nagusia / Semana Grande de Bilbao, como uno de los 10+2 Tesoros del Patrimonio Cultural Inmaterial de España, consiguiendo el primer puesto en la clasificación.

## Comparsas
Las comparsas o konpartsak son el centro de la Semana Grande de Bilbao. Surgieron con el modelo festivo de 1978 desde las asociaciones de vecinos y vecinas, organizaciones políticas o, en general, del tejido asociativo bilbaíno. Son características las txosnas que montan anualmente durante la Semana Grande en el recinto del Arenal, desde donde dinamizan las fiestas con comida, bebida, música y otras actividades. 
Sin embargo, las comparsas organizan actividades durante todo el año: los carnavales, la feria de Santo Tomás, Bilbo Kantari, o la noche de San Juan, entre otras.

## Pregoneras/os
El pregonero es la persona encargada de leer el pregón anunciador de las fiestas, animando a acudir a ellas.
En los años 1978, 1979 y 1982 los pregones los realizó la Coordinadora de Comparsas, en bilingüe, eligiendo por sorteo a dos de ellas para que cada una lo lea en un idioma. En el año 1980 fue el alcalde Jon Castañares quien redactó y leyó el pregón. El resto de los años, la comisión mixta comparsas-Ayuntamiento elige una persona conocida en Bilbao para que ocupe el puesto de pregonero en la Semana Grande.
Hasta el año 1986 el pregonero se limitaba a leer su pregón y desaparecía de las fiestas, pero dicho año Natxo de Felipe, por iniciativa propia, asistió a diversos actos festivos, dándole una mayor dimensión al cargo.
En 1988 Josepe Zuazo diseñó un uniforme para este puesto, cuyas líneas generales se mantienen hasta hoy: chaquetilla en frac amarilla, bicornio negro empenachado, gerriko (faja) blanca, y pantalón o falda blanco para diario y negro para ceremonia. El uniforme del pregonero tiene similitudes con el de las milicias liberales que defendieron la villa frente a los carlistas durante los sitios de Bilbao.
Desde 1978 las personas pregoneras elegidas por la comisión mixta han sido:
- 1978: Comparsas Adiskideak y Atxuritarrok.
- 1979: Comparsas Etxetxua y Atxuritarrok.
- 1980: Jon Castañares, alcalde de Bilbao.
- 1981: Juan Retana, escritor que había ganado el primer concurso de cuentos Villa de Bilbao.
- 1982: el pregón fue escrito por la Coordinadora de Comparsas. La versión en castellano fue leída por un representante de la comparsa Atxuritarrok, y la de euskera, por uno de Txomin Barullo.
- 1983: Iñigo Liceranzu, jugador del Athletic Club, que había ganado el torneo de Liga española de fútbol 1982-83.
- 1984: José María Noriega, también jugador del Athletic Club, que en la temporada 1983-84 había ganado el torneo de Copa además del de Liga.
- 1985: Amalia Iglesias, poetisa ganadora del Premio Adonais de ese año.
- 1986: Natxo de Felipe, músico y cantante de Oskorri.
- 1987: Fernando Eguileor, refugiado entregado por Francia.
- 1988: miembros de la primera Comisión de Fiestas.
- 1989: Boni Fernández, txistulari.
- 1990: Jon Lopategi, ganador del Concurso de Versolaris de ese año.
- 1991: Pello Zubiria, director del periódico Egunkaria.
- 1992: Marino Lejarreta, ciclista que se había retirado ese año, tras sufrir una grave caída en el Gran Premio Primavera.
- 1993: Alfonso Irigoyen, miembro de la Real Academia de la Lengua Vasca.
- 1994: José Ángel Iribar, exportero del Athletic Club.
- 1995: Julián Fernández, exconcejal y presidente de la Comisión de Fiestas entre 1983 y 1991.
- 1996: Alicia Carreño, judoca invidente.
- 1997: Unai Iturriaga, bertsolari.
- 1998: José María Arrate, presidente del Athletic Club.
- 1999: Irkus Robles, artista
- 2000: Loli Astoreka, actriz.
- 2001: Aitziber Irurtia, en representación del grupo de danzas de Santuchu Gaztedi Dantza Taldea, que cumplía 50 años.
- 2002: Íñigo Varona, jugador del Bilbao Basket, que había ascendido a la LEB Oro.
- 2003: Beni Fernández, en representación de los pescadores vizcaínos, que sufrían las consecuencias de la marea negra provocada por el naufragio del Prestige el año anterior.
- 2004: Julio Ibarra, periodista y presentador de televisión.
- 2005: Juanjo San Sebastián, montañero.
- 2006: Mariví Bilbao, actriz.
- 2007: Kepa Junkera, músico y vecino de Recalde.
- 2008: Aitor Elizegi, cocinero.
- 2009: Joseba Solozabal, presentador de televisión.
- 2010: Isidro Elezgarai, director de Relaciones Externas de la Caja Laboral.
- 2011: Kirmen Uribe, escritor.
- 2012: Virginia Berasategi, triatleta.
- 2013: Iraia Iturregi, capitana del equipo femenino del Athletic Club.
- 2014: Club Deportivo Baloncesto en Silla de Ruedas de Bilbao, Bilbao BSR.
- 2015: Gurutze Beitia, actriz.
- 2016: Patxo Telleria, actor.[14]
- 2017: Nati Ovelleiro, en nombre del movimiento Ongi Etorri Errefuxiatuak.
- 2018: Zorion Eguileor, actor.
- 2019: Beatriz Sever Egaña,  portavoz de la Asociación de Familias de Menores transexuales de Euskadi y Navarra Naizen.
- 2022: Itziar Lazkano, actriz.
- 2023: Aiora Renteria, cantante de Zea Mays.
- 2024: Itziar Ituño, actriz.
- 2025: Francis Díez, cantante de Doctor Deseo.

## Txupinera

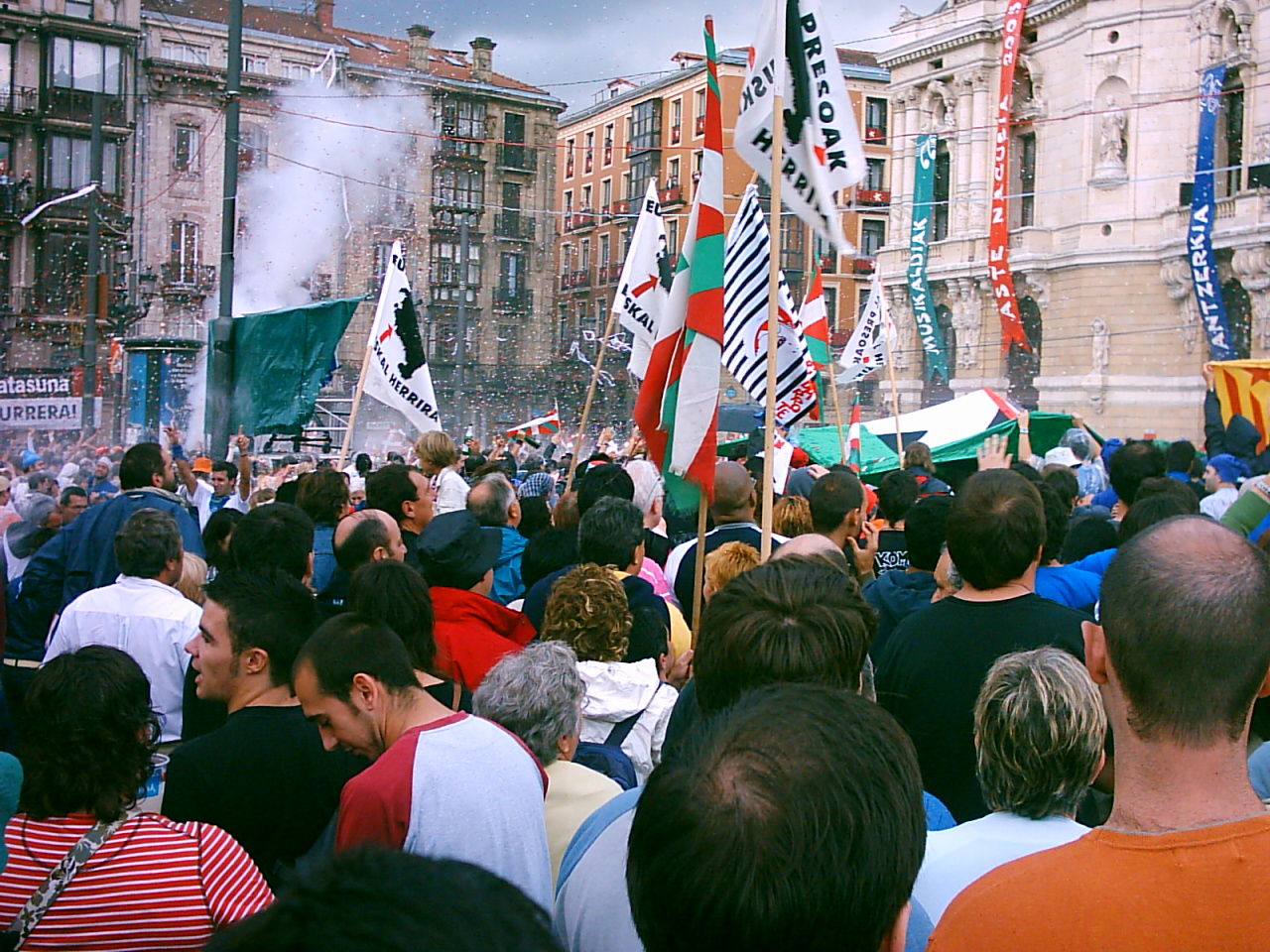
Segundos después del lanzamiento del txupin de 2005

Un antiguo empleo municipal bilbaíno, vinculado exclusivamente a mujeres y que según parece se transmitía de madres a hijas, consistía en avisar a los vecinos de la Villa mediante el disparo de varios “chupines” de las grandes solemnidades populares.
La Primera Comisión de Fiestas de 1978 creyó imprescindible la recuperación de esta singular figura para la recién creada Aste Nagusia, atribuyéndole la función de anunciar el inicio de la propia Aste Nagusia y de cada uno de sus días de fiesta con el disparo de los “chupines”. Perdida la condición de empleada municipal, la txupinera será siempre una konpartsera. Para determinar a qué konpartsa ha de pertenecer la txupinera de la edición se realiza un sorteo entre las konpartsas que hasta el momento no han tenido ninguna. Queda en manos de la konpartsa el elegir la persona que será la Txupinera de la Aste Nagusia.
En 1983 se encargó al escultor José Ángel Lasa la realización de la “percha” lanzachupines y la makila representativa del cargo de Txupinera, que este realizó en maderas nobles (roble viejo para la “percha”; tejo para el pomo de la “makila”, que permite su ensamblaje con la “percha”, para según que usos; y boj para la vara) por un precio de 80.000 pesetas. La “percha” será respuesta en el año de 1995 por el mismo José Ángel Lasa, para cubrir la desaparición de la original. Estos elementos son guardados en el Ayuntamiento y entregados por la Txupinera saliente a la recién elegida. La primera Txupinera en utilizar la “percha” y “makila” del cargo fue Alazne Olabarrieta de la konpartsa Mamiki en 1983.
En 1985 la Comisión de Fiestas solicitó a Alejandro Gutiérrez que diseñara el “Uniforme de la Txupinera”, que este fijó en: Guerrera roja con charreteras y vivos al cuello negros, y botonadura dorada; falda negra con abertura lateral; txapela blanca o roja (posteriormente se optó por dejar solo la roja), con el escudo de la Villa bordado; y zapatos negros de charol, de medio tacón, con medias blancas. El uniforme, costeado con cargo a los presupuestos municipales de fiestas, lo corto y cosió un familiar de la propia María Luisa Crespo, Txupinera de ese año de 1985, pero apenas si fue usado más allá de los actos oficiales de inicio y final de Aste Nagusia.
En 1986, el entonces presidente de la Comisión de Fiestas, el exconcejal Julián Fernández, entendió que el Ayuntamiento no tenía porque sufragar el Uniforme de la Txupinera, y la Coordinadora de Konpartsas tampoco lo tenía claro, así que entre cuatro de aquellas Konpartsas: Txomin Barullo, Hontzak, Tintigorri y Pinpilinpauxa hicieron frente a los gastos necesarios para que la Txupinera de ese año, Manoli Cruces, volviera a llevar aquel uniforme. Pero Manoli, que compartió cargo con Natxo de Felipe, como Pregonero, apenas se quitó el uniforme en toda la semana, acudiendo a todos los actos posibles. Quedaba establecido el “Uniforme de la Txupinera”.
A lo largo de todas las fiestas de Bilbao las chupineras han sido las siguientes:

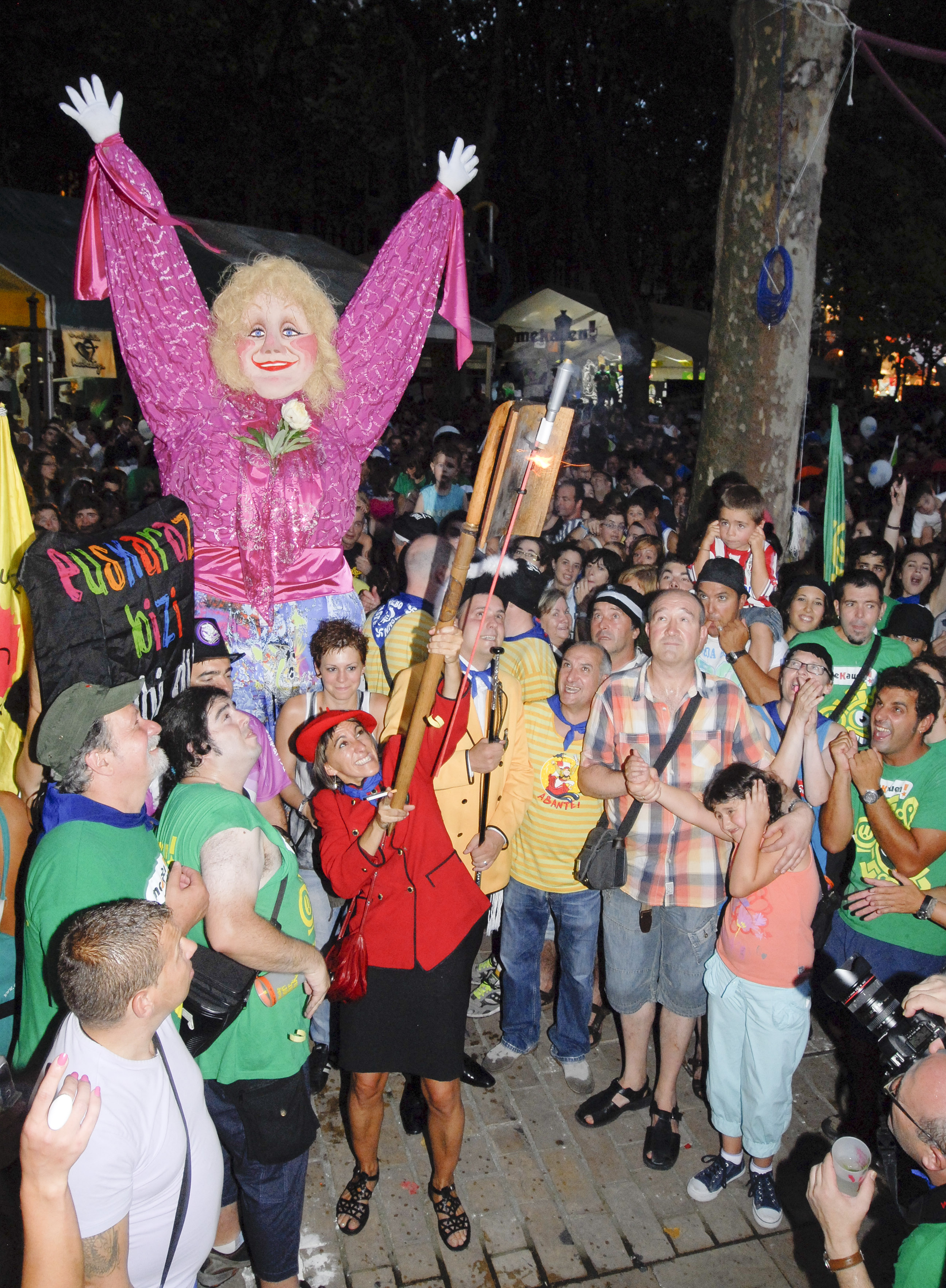
Patricia Lezama, txupinera de 2011, lanza un cohete en el Arenal ante la Mari Jaia y el pregonero, Kirmen Uribe.

- 1978: Ana Isabel Arceniega, comparsa de la Casa Alavesa.
- 1979: María Jesús Aguirregoitia, comparsa Uribarri.
- 1980: no hubo debido al conflicto con el alcalde.
- 1981: Montse Valerio, comparsa Kaixo.
- 1982: Anabel Fernández, comparsa Moskotarrak.
- 1983: Alazne Olabarrieta, comparsa Mamiki.
- 1984: María Ascensión Cruces, comparsa Txintxarri.
- 1985: María Luisa Crespo, comparsa Intxausti.
- 1986: Manoli Cruces, comparsa Gautxoriak.
- 1987: Magdalena Landa, comparsa Ardoa Barrura.
- 1988: Itziar Pagalday, comparsa Zaratarrak.
- 1989: Eva Dolado, comparsa Bizizaleak.
- 1990: Itxaso Goti, comparsa Kaskagorri.
- 1991: Miren Barrutia, comparsa Hau Pittu Hau!.
- 1992: Txelo Martínez, comparsa Tximitxurri.
- 1993: Nerea Ahedo, comparsa Adiskideak.
- 1994: Josune Bañales, comparsa Gogorregi.
- 1995: Sandra Guzmán, comparsa Hontzak.
- 1996: Arantza de Jesús, comparsa Hor Dago!.
- 1997: Sonia Charcan, comparsa Aixe Berri.
- 1998: Sonia Villamor, comparsa Kobetas Mendi.
- 1999: Arantza Garbayo, comparsa Pa..Ya!
- 2000: Aitziber Zalbide, comparsa Lehoiak.
- 2001: Berta García, comparsa Irrintzi.
- 2002: Lurdes Luke, comparsa Satorrak.
- 2003: Maite Pérez, comparsa Pinpilinpauxa.
- 2004: Begoña Benedicto, comparsa Askapeña.
- 2005: Aitziber Adell Ateca, comparsa Tintigorri.
- 2006: Marta Gerrikabeitia, comparsa Sinkuartel.
- 2007: Larraitz Cisneros, comparsa Altxaporrue.
- 2008: Isabel Isazelaia, comparsa Algara.
- 2009: Sonia Polo, comparsa Eguzkizaleak.
- 2010: Aratz Irazabal, comparsa Txinbotarrak.
- 2011: Patricia Lezama, comparsa Mekauen.
- 2012: Nerea Orizaola, comparsa Zaratas.[15]
- 2013: Jone Artola, comparsa Txori Barrote. Su nombramiento fue recurrido por Carlos Urquijo, delegado del gobierno en el País Vasco.
- 2014: Loreto Errasti, comparsa Piztiak.[16]
- 2015: Oihana Pascual, comparsa Txomin Barullo.[17]
- 2016: Gisèle Felli, comparsa Komantxe.[14]
- 2017: Ane Ortiz, comparsa Askapeña.
- 2018: Saioa Domínguez, comparsa Aixeberri.[18]
- 2019: Itsasne Nuñez, comparsa Pa...Ya!
- 2022: Iratxe Palacios, comparsa Titingorri.
- 2023: Izaskun Pinedo, comparsa Pinpilinpauxa.
- 2024: Nagore Ugarte, comparsa Txinbotarrak.
- 2025: Olatz Agirre, comparsa Txori Barrote.

## Marijaia
Desde el año 1978, Marijaia es el símbolo oficial de las fiestas y desde 1997 tiene una canción propia, llamada «Badator Marijaia», compuesta por Kepa Junkera y cuya letra es del escritor euskaldún Edorta Jiménez.
Se trata de una señora regordeta que siempre tiene los brazos en alto como si estuviese bailando. Nació el 19 de agosto de 1978, creada por Mari Puri Herrero, quien la diseñó y construyó en tan solo 5 días, tras el encargo de la Comisión de Fiestas.

## Música
Los conciertos de música son una parte importante de la Semana Grande. Dentro del programa oficial se han incluido conciertos de artistas como Ainhoa Cantalapiedra, Alpha Blondy, Amaral, Ana Torroja, Andy y Lucas, Antonio Orozco, Asian Dub Foundation, Augustus Pablo, Baccara, Barón Rojo, Basque Dub Foundation, Benito Lertxundi, Berri Txarrak, Burning Spear, Carlinhos Brown, Carlos Núñez, Carmen París, Chambao, Chenoa, Chico y Chica, Coldplay, Coti, Dani Martín, Diego Martín, Doctor Deseo, Dover, Egan, El Arrebato, Earth Wind and Fire, El Consorcio, El Mentón de Fogarty, Fangoria, Fito & Fitipaldis, Fundación Tony Manero, Gari, Guano Apes, Hiru Truku, Iggy Pop and The Stooges, Iguana Tango, Ismael Serrano, Jeanette, Jorge Drexler, Juan Magán, Juanes, Karina, Keane, Ken Zazpi, Kepa Junkera, La Otxoa, Mala Rodríguez, La Quinta Estación, La Pegatina, La sonrisa de Julia, Liam O'Flynn, Los del Río, Luar na Lubre, M Clan, Mägo de Oz, Mano Negra, Manu Chao, Marlango, Melendi, Merche, Micky, Miguel Bosé, Morodo, Negu Gorriak, Nena Daconte, OBK, Orishas, Pennywise, Pereza, Pet Shop Boys, Pignoise, Potato, Primal Scream, Public Enemy, Reincidentes, Ruper Ordorika, Safri Dúo, Santiago Auserón, Septeto Santiaguero, Sergio Dalma, Simple Minds, Ska-P, Sólo los Solo, Su Ta Gar, The Pogues, The Prodigy, Tony Ronald, Tote King, Travis, Turbonegro, Urtz, Violadores del Verso,  Lola Índigo, etc. 
Aparte de estos actos oficiales, la iniciativa privada ─principalmente las comparsas y empresas de hostelería─ también ha organizado conciertos alternativos con grupos como Banda Bassotti, Geronación, Macarrada, Skalariak, El Reno Renardo, etc.

## Fuegos artificiales

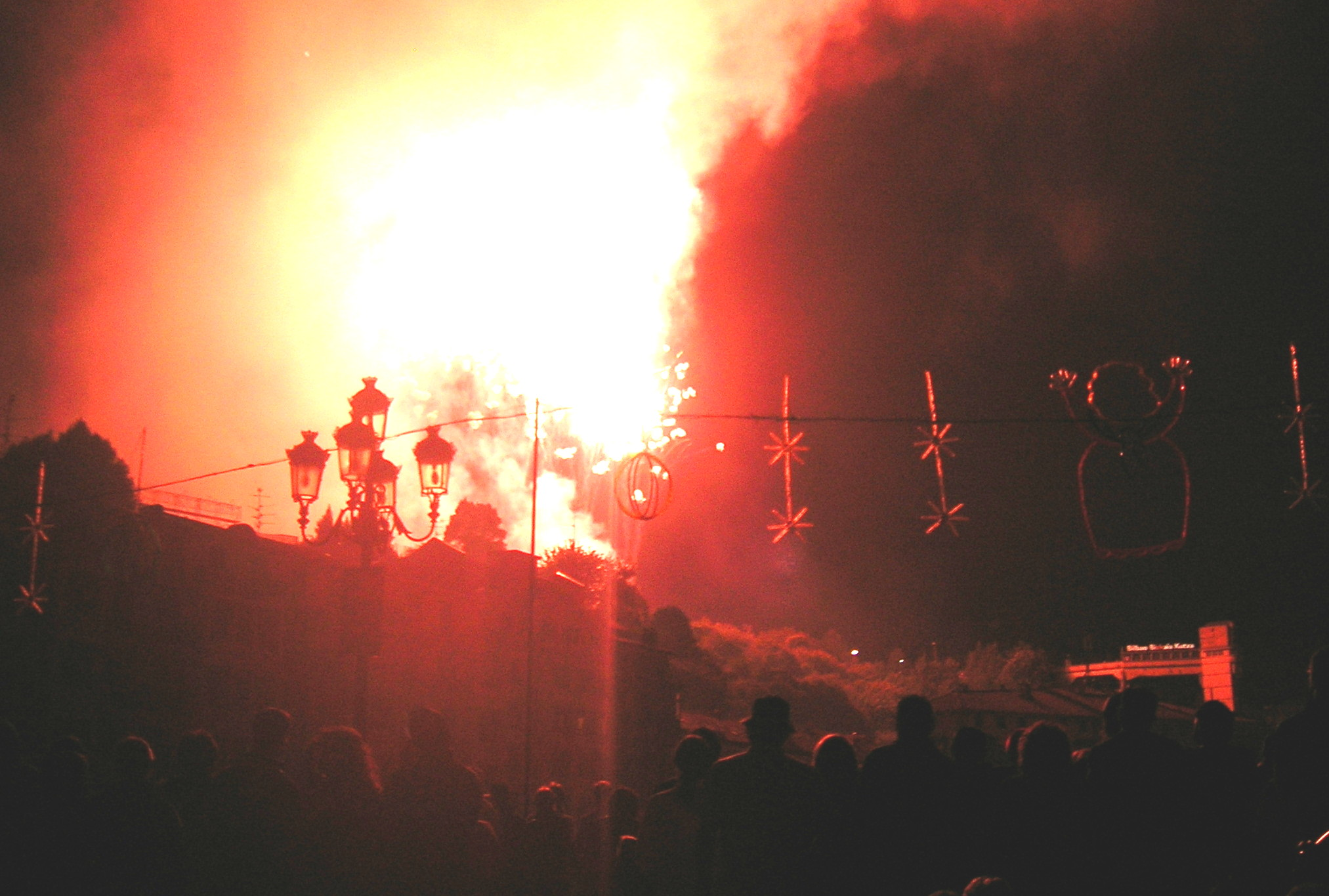
Fuegos artificiales, XVl Concurso Internacional Villa de Bilbao, 2006.

Se celebra durante las fiestas el Concurso internacional de Fuegos Artificiales Villa de Bilbao en el que cada noche de la semana grande una pirotecnia presenta un espectáculo de fuegos artificiales. Algunos días son fuegos de concurso y otros de exhibición. 